# Cucurbăta Mare
La Cucurbăta Mare, aussi appelée pic Bihor, est le point culminant des monts Apucènes et de l'ensemble des Carpates occidentales roumaines. Elle est située entre le județ de Bihor et le județ d'Alba, en Transylvanie.